# Clintonia andrewsiana
Espèce
Clintonia andrewsiana est une espèce de plante à fleurs de la famille des liliacées . L'espèce a été découvert par John Milton Bigelow en 1854 et décrit par John Torrey en 1856. La spécifique épithète andrewsiana honneurs Timothy Langdon Andrews (1819-1908), un « monsieur qui assidumentexaminé la botanique » de Californie pendant le milieu du XIXe siècle. L'espèce est communément connue sous le nom de clintonia d'Andrews ou clintonia rouge ,où ce dernier fait référence à la couleur des fleurs. En Californie, il est également connu sous le nom de lys bluebead ou lys bluebead de l' ouest ,  ne pas confondre avec C. borealis , qui est également connu sous le nom de lis bluebead. Le peuple Pomo du nord de la Californie considérait la plante comme toxique. 

## Description
Clintonia andrewsiana est une plante herbacée vivace qui se propage au moyen de rhizomes souterrains . C'est la plus grande espèce végétale du genre, mesurant de 30 à 80 cm (12 à 31 po) de hauteur. Autour de la base de la plante se trouvent 5 ou 6 feuilles vert foncé de forme ovale, chacune de 20 à 35 cm (8 à 14 po) de long et 5 à 15 cm (2 à 6 po) de large. L' inflorescence haute et dressée se compose d'une ombelle terminale avec 10–20 fleurs et jusqu'à trois ombelles latérales avec 2–4 fleurs chacune. Chaque fleur a six tépales roses à violet rougeâtre de 1 à 2 cm (0,4 à 0,8 po) de long et six étamines environ la moitié de la longueur des tépales. Le fruit est une baie bleue ou bleu-noirenviron 1 cm (0,4 po) de diamètre. 